# David Bouvier
David Bouvier (* 1957) ist ein Schweizer Gräzist. Er war von 2004 bis 2022 Professor für griechische Sprache und Literatur an die Universität Lausanne.

## Leben
Nach der Matura (Typ A) in Neuenburg NE erwarb er Licence und eine Maîtrise en lettres classiques (klassische Sprachen und Literaturen) an der Universität Paris IV (Paris-Sorbonne) sowie ein Diplôme d’études approfondies an der École des hautes études en sciences sociales (EHESS, 1981). Er erhielt Stipendien der französischen Regierung und des Europarates und promovierte 1984 an der EHESS, seine Dissertation über Darstellungen von Zeit und Raum in der Ilias und der Odyssee wurde von Jean-Pierre Vernant betreut. Im selben Jahr wurde er zum Mitglied des Centre Louis Gernet de recherches comparées sur les sociétés anciennes (Vergleichende Forschungen zu antiken Gesellschaften) gewählt. Nach weiteren Studien an der Scuola Normale Superiore in Pisa (1987–1988) war er zwei Jahre lang Assistent Claude Calames an der Universität Lausanne (1988–90). 
Von 1990 bis 1991 lehrte er als Assistenzprofessor an der Universität Chicago (Department of Classics, Universität von Chicago). Zurück in Lausanne übernahm er im Januar 1991 die Position des Maître d’enseignement et de recherche in Altgriechischer Sprache und Literatur von Louis Graz. Seine zweite Promotion schloss er 1998 bei André Hurst an der Universität Genf mit der Arbeit Das Zepter und die Leier. Die Ilias oder die Helden der Erinnerung ab. 2004 wurde er als Nachfolger von Claude Calame zum ordentlichen Professor für griechische Sprache und Literatur an die Universität Lausanne berufen. 2022 wurde er emeritiert.
David Bouvier ist verheiratet mit Valentina Calzolari Bouvier, Professorin für Armenistik an der Universität Genf.
Seine Forschungsschwerpunkte sind anthropologische Analyse von Genres, archaisches Griechenland, homerisches Epos, Organisation und Aufbau von Wissen im archaischen Griechenland und Aspekte der epischen poetischen Schöpfung.

## Schriften (Auswahl)
- als Herausgeber mit Claude Calame: Philosophes et historiens anciens face aux mythes. Paris 1998, OCLC 469158414.
- Le sceptre et la lyre. L’Iliade ou les héros de la mémoire. Grenoble 2002, ISBN 2-84137-122-0.
- als Herausgeber mit Martin Steinrück und Pierre Voelke: Claude Calame: Sentiers transversaux. Entre Poétiques grecques et politiques contemporaines. Grenoble 2008, ISBN 978-2-84137-239-3.
- als Herausgeber mit Danielle van Mal-Maeder: Tradition classique. Dialogues avec l’Antiquité. Lausanne 2010, OCLC 882180313.